# Cosas que hacen que la vida valga la pena
Pour plus de détails, voir Fiche technique et Distribution.
Cosas que hacen que la vida valga la pena (littéralement « des choses qui font que la vie en vaut la peine ») est un film espagnol réalisé par Manuel Gómez Pereira, sorti en 2004.

## Synopsis
Deux divorcés entament une liaison amoureuse qui chamboule leur vie.

## Fiche technique
- Titre : Cosas que hacen que la vida valga la pena
- Réalisation : Manuel Gómez Pereira
- Scénario : Yolanda García Serrano, Carlos Molinero, Joaquín Oristrell et Luis Piedrahita
- Musique : Bingen Mendizábal
- Photographie : Juan Amorós
- Montage : José Salcedo
- Production : César Benítez
- Pays de production :  Espagne
- Genre : Comédie dramatique et romance
- Durée : 90 minutes
- Dates de sortie : 
  - Espagne : 26 novembre 2004

## Distribution
- Ana Belén : Hortensia
- Eduard Fernández : Jorge
- María Pujalte : Ángeles
- José Sacristán : Juan
- Rosario Pardo : América
- Zoe Berriatúa : le garçon blond
- Carlos Wu : Chen
- Julen Kaniowsky : Joaquín
- Patricia Gómez : Rebeca
- Carlos Kaniowsky : Alberto

## Distinctions
Le film a été nommé pour deux prix Goya.